# Bradley (Staffordshire)
Bradley lub Bradley-juxta-Stafford lub Bradeley – wieś i civil parish w Anglii, w Staffordshire, w dystrykcie Stafford. W 2011 roku civil parish liczyła 513 mieszkańców. Bradley jest wspomniana w Domesday Book (1086) jako Bradelia/Bradelie.